# Campionato europeo femminile di pallavolo 2021
Il campionato europeo femminile di pallavolo 2021 si è svolto dal 18 agosto al 4 settembre 2021 a Belgrado, in Serbia, a Zara, in Croazia, a Cluj-Napoca, in Romania e a Plovdiv, in Bulgaria: al torneo hanno partecipato ventiquattro squadre nazionali europee e la vittoria finale è andata per la terza volta all'Italia.

## Qualificazioni
Al torneo hanno partecipato: le quattro nazionali dei paesi organizzatori, le prime otto nazionali classificate al campionato europeo 2019 (in questo caso si sono qualificate la nona e la decima classificata in quanto la Serbia e la Bulgaria, rispettivamente prima e ottava nella precedente edizione, sono già qualificate come paesi organizzatori) e dodici nazionali qualificate tramite il torneo di qualificazione.

## Impianti
|                                                                    |                                                                            |                                                                            |
|                                                                    |                                                                            |                                                                            |
| Štark Arena Città: Belgrado Capienza: 18 386 Anno d'apertura: 2004 | Dvorana Krešimira Ćosića Città: Zara Capienza: 8 500 Anno d'apertura: 2008 | Sala Polivalentă Città: Cluj-Napoca Capienza: 10 000 Anno d'apertura: 2014 |
|                                                                    |                                                                            |                                                                            |
| Kolodruma Città: Plovdiv Capienza: 6 100 Anno d'apertura: 2015     |                                                                            |                                                                            |

## Regolamento

### Formula
La formula ha previsto:
- Fase a gironi, disputata con formula del girone all'italiana: le prime quattro classificate di ogni girone hanno acceduto alla fase finale.
- Fase finale, disputata con ottavi di finale, quarti di finale, semifinali, finale per il terzo posto e finale, giocate con gara unica.

### Criteri di classifica
Se il risultato finale è stato di 3-0 o 3-1 sono stati assegnati 3 punti alla squadra vincente e 0 a quella sconfitta, se il risultato finale è stato di 3-2 sono stati assegnati 2 punti alla squadra vincente e 1 a quella sconfitta.
L'ordine del posizionamento in classifica è stato definito in base a:
- Numero di partite vinte;
- Punti;
- Ratio dei set vinti/persi;
- Ratio dei punti realizzati/subiti;
- Risultati degli scontri diretti.

## Squadre partecipanti
| Squadra              | Qualificazione                            | Ultima partecipazione                        |
| -------------------- | ----------------------------------------- | -------------------------------------------- |
| Azerbaigian          | 10ª al campionato europeo 2019            | Turchia, Polonia, Ungheria e Slovacchia 2019 |
| Belgio               | 9ª al campionato europeo 2019             | Turchia, Polonia, Ungheria e Slovacchia 2019 |
| Bielorussia          | 1ª al torneo di qualificazione (girone A) | Turchia, Polonia, Ungheria e Slovacchia 2019 |
| Bosnia ed Erzegovina | 2ª al torneo di qualificazione (girone F) | Debutto                                      |
| Bulgaria             | Paese organizzatore                       | Turchia, Polonia, Ungheria e Slovacchia 2019 |
| Croazia              | Paese organizzatore                       | Turchia, Polonia, Ungheria e Slovacchia 2019 |
| Finlandia            | 2ª al torneo di qualificazione (girone D) | Turchia, Polonia, Ungheria e Slovacchia 2019 |
| Francia              | 1ª al torneo di qualificazione (girone E) | Turchia, Polonia, Ungheria e Slovacchia 2019 |
| Germania             | 6ª al campionato europeo 2019             | Turchia, Polonia, Ungheria e Slovacchia 2019 |
| Grecia               | 1ª al torneo di qualificazione (girone C) | Turchia, Polonia, Ungheria e Slovacchia 2019 |
| Italia               | 3ª al campionato europeo 2019             | Turchia, Polonia, Ungheria e Slovacchia 2019 |
| Paesi Bassi          | 5ª al campionato europeo 2019             | Turchia, Polonia, Ungheria e Slovacchia 2019 |
| Polonia              | 4ª al campionato europeo 2019             | Turchia, Polonia, Ungheria e Slovacchia 2019 |
| Rep. Ceca            | 1ª al torneo di qualificazione (girone F) | / Azerbaigian e Georgia 2017                 |
| Romania              | Paese organizzatore                       | Turchia, Polonia, Ungheria e Slovacchia 2019 |
| Russia               | 7ª al campionato europeo 2019             | Turchia, Polonia, Ungheria e Slovacchia 2019 |
| Serbia               | Paese organizzatore                       | Turchia, Polonia, Ungheria e Slovacchia 2019 |
| Slovacchia           | 1ª al torneo di qualificazione (girone D) | Turchia, Polonia, Ungheria e Slovacchia 2019 |
| Spagna               | 2ª al torneo di qualificazione (girone C) | Turchia, Polonia, Ungheria e Slovacchia 2019 |
| Svezia               | 1ª al torneo di qualificazione (girone B) | Germania Est 1983                            |
| Svizzera             | 2ª al torneo di qualificazione (girone A) | Turchia, Polonia, Ungheria e Slovacchia 2019 |
| Turchia              | 2ª al campionato europeo 2019             | Turchia, Polonia, Ungheria e Slovacchia 2019 |
| Ucraina              | 2ª al torneo di qualificazione (girone B) | Turchia, Polonia, Ungheria e Slovacchia 2019 |
| Ungheria             | 2ª al torneo di qualificazione (girone E) | Turchia, Polonia, Ungheria e Slovacchia 2019 |

## Torneo

### Fase a gironi
I gironi sono stati sorteggiati il 20 maggio 2021 a Belgrado.
| Girone A             | Girone B  | Girone C    | Girone D    |
| -------------------- | --------- | ----------- | ----------- |
| Azerbaigian          | Bulgaria  | Bielorussia | Finlandia   |
| Belgio               | Germania  | Croazia     | Paesi Bassi |
| Bosnia ed Erzegovina | Grecia    | Italia      | Romania     |
| Francia              | Polonia   | Slovacchia  | Svezia      |
| Russia               | Rep. Ceca | Svizzera    | Turchia     |
| Serbia               | Spagna    | Ungheria    | Ucraina     |

#### Girone A

##### Risultati
| 19 agosto 2021 Štark Arena, Belgrado Durata: 1h:11 - Spettatori: 3 500 | Serbia               | 3 - 0 | Bosnia ed Erzegovina | 25-11, 25-18, 25-14               |
| 20 agosto 2021 Štark Arena, Belgrado Durata: 1h:11 - Spettatori: 100   | Azerbaigian          | 0 - 3 | Belgio               | 13-25, 24-26, 13-25               |
| 20 agosto 2021 Štark Arena, Belgrado Durata: 1h:42 - Spettatori: 570   | Russia               | 3 - 1 | Francia              | 25-19, 14-25, 25-20, 25-18        |
| 21 agosto 2021 Štark Arena, Belgrado Durata: 1h:15 - Spettatori: 520   | Azerbaigian          | 0 - 3 | Bosnia ed Erzegovina | 14-25, 23-25, 17-25               |
| 21 agosto 2021 Štark Arena, Belgrado Durata: 1h:11 - Spettatori: 4 594 | Francia              | 0 - 3 | Serbia               | 14-25, 13-25, 16-25               |
| 22 agosto 2021 Štark Arena, Belgrado Durata: 1h:13 - Spettatori: 370   | Russia               | 3 - 0 | Azerbaigian          | 25-16, 25-17, 25-13               |
| 22 agosto 2021 Štark Arena, Belgrado Durata: 1h:17 - Spettatori: 5 800 | Serbia               | 3 - 0 | Belgio               | 25-21, 25-21, 25-21               |
| 23 agosto 2021 Štark Arena, Belgrado Durata: 2h:14 - Spettatori: 270   | Belgio               | 3 - 2 | Russia               | 29-31, 21-25, 25-13, 25-22, 15-11 |
| 23 agosto 2021 Štark Arena, Belgrado Durata: 1h:24 - Spettatori: 530   | Bosnia ed Erzegovina | 0 - 3 | Francia              | 19-25, 14-25, 24-26               |
| 24 agosto 2021 Štark Arena, Belgrado Durata: 1h:19 - Spettatori: 610   | Bosnia ed Erzegovina | 0 - 3 | Belgio               | 23-25, 19-25, 15-25               |
| 24 agosto 2021 Štark Arena, Belgrado Durata: 1h:16 - Spettatori: 4 200 | Azerbaigian          | 0 - 3 | Serbia               | 17-25, 20-25, 19-25               |
| 25 agosto 2021 Štark Arena, Belgrado Durata: 1h:38 - Spettatori: 571   | Francia              | 3 - 1 | Azerbaigian          | 25-19, 26-28, 25-11, 25-18        |
| 25 agosto 2021 Štark Arena, Belgrado Durata: 2h:06 - Spettatori: 7 200 | Serbia               | 3 - 2 | Russia               | 25-22, 25-19, 16-25, 24-26, 15-10 |
| 26 agosto 2021 Štark Arena, Belgrado Durata: 1h:11 - Spettatori: 560   | Russia               | 3 - 0 | Bosnia ed Erzegovina | 25-12, 25-20, 25-19               |
| 26 agosto 2021 Štark Arena, Belgrado Durata: 1h:48 - Spettatori: 470   | Belgio               | 1 - 3 | Francia              | 25-27, 25-13, 19-25, 20-25        |

##### Classifica
| Pos. | Squadra              | Pt | G | V | P | SV | SP | Ratio | PF  | PS  | Ratio |
| ---- | -------------------- | -- | - | - | - | -- | -- | ----- | --- | --- | ----- |
| 1.   | Serbia               | 14 | 5 | 5 | 0 | 15 | 2  | 7,500 | 405 | 307 | 1,319 |
| 2.   | Russia               | 11 | 5 | 3 | 2 | 13 | 7  | 1,857 | 443 | 399 | 1,110 |
| 3.   | Francia              | 9  | 5 | 3 | 2 | 10 | 8  | 1,250 | 392 | 386 | 1,015 |
| 4.   | Belgio               | 8  | 5 | 3 | 2 | 10 | 8  | 1,250 | 418 | 374 | 1,117 |
| 5.   | Bosnia ed Erzegovina | 3  | 5 | 1 | 4 | 3  | 12 | 0,250 | 283 | 355 | 0,797 |
| 6.   | Azerbaigian          | 0  | 5 | 0 | 5 | 1  | 15 | 0,066 | 282 | 402 | 0,701 |

      Qualificata agli ottavi di finale.

#### Girone B

##### Risultati
| 18 agosto 2021 Kolodruma, Plovdiv Durata: 1h:16 - Spettatori: 0     | Bulgaria  | 3 - 0 | Grecia    | 25-20, 25-15, 25-19               |
| 19 agosto 2021 Kolodruma, Plovdiv Durata: 1h:53 - Spettatori: 147   | Spagna    | 1 - 3 | Rep. Ceca | 25-22, 20-25, 22-25, 20-25        |
| 19 agosto 2021 Kolodruma, Plovdiv Durata: 2h:01 - Spettatori: 167   | Germania  | 1 - 3 | Polonia   | 22-25, 25-23, 21-25, 22-25        |
| 20 agosto 2021 Kolodruma, Plovdiv Durata: 2h:04 - Spettatori: 150   | Rep. Ceca | 1 - 3 | Germania  | 23-25, 25-20, 23-25, 21-25        |
| 20 agosto 2021 Kolodruma, Plovdiv Durata: 1h:19 - Spettatori: 180   | Grecia    | 0 - 3 | Polonia   | 16-25, 20-25, 19-25               |
| 21 agosto 2021 Kolodruma, Plovdiv Durata: 1h:52 - Spettatori: 390   | Rep. Ceca | 1 - 3 | Polonia   | 25-20, 15-25, 21-25, 18-25        |
| 21 agosto 2021 Kolodruma, Plovdiv Durata: 1h:10 - Spettatori: 2 778 | Bulgaria  | 3 - 0 | Spagna    | 25-12, 25-19, 25-21               |
| 22 agosto 2021 Kolodruma, Plovdiv Durata: 2h:12 - Spettatori: 400   | Grecia    | 2 - 3 | Spagna    | 22-25, 26-24, 16-25, 25-22, 13-15 |
| 22 agosto 2021 Kolodruma, Plovdiv Durata: 2h:11 - Spettatori: 2 650 | Germania  | 3 - 2 | Bulgaria  | 25-23, 16-25, 25-21, 18-25, 15-10 |
| 23 agosto 2021 Kolodruma, Plovdiv Durata: 1h:36 - Spettatori: 200   | Grecia    | 0 - 3 | Rep. Ceca | 24-26, 26-28, 15-25               |
| 23 agosto 2021 Kolodruma, Plovdiv Durata: 1h:04 - Spettatori: 200   | Polonia   | 3 - 0 | Spagna    | 25-15, 25-15, 25-8                |
| 24 agosto 2021 Kolodruma, Plovdiv Durata: 1h:20 - Spettatori: 240   | Germania  | 3 - 0 | Grecia    | 25-20, 25-17, 25-22               |
| 24 agosto 2021 Kolodruma, Plovdiv Durata: 1h:31 - Spettatori: 2 800 | Bulgaria  | 3 - 0 | Rep. Ceca | 26-24, 25-12, 25-19               |
| 25 agosto 2021 Kolodruma, Plovdiv Durata: 1h:08 - Spettatori: 350   | Spagna    | 0 - 3 | Germania  | 13-25, 17-25, 21-25               |
| 25 agosto 2021 Kolodruma, Plovdiv Durata: 1h:57 - Spettatori: 3 100 | Bulgaria  | 3 - 1 | Polonia   | 18-25, 25-21, 25-21, 25-23        |

##### Classifica
| Pos. | Squadra   | Pt | G | V | P | SV | SP | Ratio | PF  | PS  | Ratio |
| ---- | --------- | -- | - | - | - | -- | -- | ----- | --- | --- | ----- |
| 1.   | Bulgaria  | 13 | 5 | 4 | 1 | 14 | 4  | 3,500 | 423 | 350 | 1,208 |
| 2.   | Polonia   | 12 | 5 | 4 | 1 | 13 | 5  | 2,600 | 433 | 355 | 1,219 |
| 3.   | Germania  | 11 | 5 | 4 | 1 | 13 | 6  | 2,166 | 434 | 404 | 1,074 |
| 4.   | Rep. Ceca | 6  | 5 | 2 | 3 | 8  | 10 | 0,800 | 402 | 418 | 0,961 |
| 5.   | Spagna    | 2  | 5 | 1 | 4 | 4  | 14 | 0,285 | 339 | 424 | 0,799 |
| 6.   | Grecia    | 1  | 5 | 0 | 5 | 2  | 15 | 0,133 | 335 | 415 | 0,807 |

      Qualificata agli ottavi di finale.

#### Girone C

##### Risultati
| 19 agosto 2021 Dvorana Krešimira Ćosića, Zara Durata: 1h:11 - Spettatori: 1 000 | Croazia     | 3 - 0 | Svizzera    | 25-20, 25-19, 25-21               |
| 20 agosto 2021 Dvorana Krešimira Ćosića, Zara Durata: 1h:15 - Spettatori: 350   | Italia      | 3 - 0 | Bielorussia | 25-20, 25-18, 25-16               |
| 20 agosto 2021 Dvorana Krešimira Ćosića, Zara Durata: 2h:08 - Spettatori: 400   | Ungheria    | 3 - 1 | Slovacchia  | 25-20, 25-23, 20-25, 25-18        |
| 21 agosto 2021 Dvorana Krešimira Ćosića, Zara Durata: 1h:22 - Spettatori: 400   | Bielorussia | 0 - 3 | Croazia     | 19-25, 23-25, 15-25               |
| 21 agosto 2021 Dvorana Krešimira Ćosića, Zara Durata: 2h:20 - Spettatori: 250   | Ungheria    | 2 - 3 | Svizzera    | 25-22, 23-25, 27-29, 25-23, 11-15 |
| 22 agosto 2021 Dvorana Krešimira Ćosića, Zara Durata: 1h:17 - Spettatori: 500   | Croazia     | 3 - 0 | Slovacchia  | 25-21, 25-14, 25-13               |
| 22 agosto 2021 Dvorana Krešimira Ćosića, Zara Durata: 1h:15 - Spettatori: 200   | Italia      | 3 - 0 | Ungheria    | 25-16, 25-15, 25-19               |
| 23 agosto 2021 Dvorana Krešimira Ćosića, Zara Durata: 1h:49 - Spettatori: 150   | Slovacchia  | 1 - 3 | Italia      | 19-25, 18-25, 27-25, 17-25        |
| 23 agosto 2021 Dvorana Krešimira Ćosića, Zara Durata: 1h:19 - Spettatori: 150   | Svizzera    | 0 - 3 | Bielorussia | 23-25, 15-25, 15-25               |
| 24 agosto 2021 Dvorana Krešimira Ćosića, Zara Durata: 1h:51 - Spettatori: 500   | Ungheria    | 1 - 3 | Croazia     | 19-25, 25-21, 17-25, 21-25        |
| 24 agosto 2021 Dvorana Krešimira Ćosića, Zara Durata: 1h:47 - Spettatori: 200   | Svizzera    | 1 - 3 | Slovacchia  | 25-21, 14-25, 19-25, 22-25        |
| 25 agosto 2021 Dvorana Krešimira Ćosića, Zara Durata: 2h:19 - Spettatori: 100   | Bielorussia | 3 - 2 | Ungheria    | 20-25, 14-25, 25-16, 25-23, 15-12 |
| 25 agosto 2021 Dvorana Krešimira Ćosića, Zara Durata: 1h:28 - Spettatori: 1 000 | Croazia     | 0 - 3 | Italia      | 15-25, 23-25, 14-25               |
| 26 agosto 2021 Dvorana Krešimira Ćosića, Zara Durata: 2h:26 - Spettatori: 100   | Slovacchia  | 2 - 3 | Bielorussia | 25-18, 25-23, 23-25, 28-30, 12-15 |
| 26 agosto 2021 Dvorana Krešimira Ćosića, Zara Durata: 1h:16 - Spettatori: 250   | Italia      | 3 - 0 | Svizzera    | 25-17, 25-18, 27-25               |

##### Classifica
| Pos. | Squadra     | Pt | G | V | P | SV | SP | Ratio  | PF  | PS  | Ratio |
| ---- | ----------- | -- | - | - | - | -- | -- | ------ | --- | --- | ----- |
| 1.   | Italia      | 15 | 5 | 5 | 0 | 15 | 1  | 15,000 | 402 | 297 | 1,353 |
| 2.   | Croazia     | 12 | 5 | 4 | 1 | 12 | 4  | 3,000  | 373 | 322 | 1,158 |
| 3.   | Bielorussia | 7  | 5 | 3 | 2 | 9  | 10 | 0,900  | 396 | 417 | 0,949 |
| 4.   | Ungheria    | 5  | 5 | 1 | 4 | 8  | 13 | 0,615  | 439 | 470 | 0,934 |
| 5.   | Slovacchia  | 4  | 5 | 1 | 4 | 7  | 13 | 0,538  | 424 | 461 | 0,919 |
| 6.   | Svizzera    | 2  | 5 | 1 | 4 | 4  | 14 | 0,285  | 367 | 434 | 0,845 |

      Qualificata agli ottavi di finale.

#### Girone D

##### Risultati
| 18 agosto 2021 Sala Polivalentă, Cluj-Napoca Durata: 1h:43 - Spettatori: 3 500 | Romania     | 1 - 3 | Turchia     | 25-23, 10-25, 20-25, 17-25        |
| 19 agosto 2021 Sala Polivalentă, Cluj-Napoca Durata: 2h:07 - Spettatori: 560   | Svezia      | 3 - 2 | Finlandia   | 24-26, 17-25, 25-19, 27-25, 15-13 |
| 19 agosto 2021 Sala Polivalentă, Cluj-Napoca Durata: 1h:16 - Spettatori: 560   | Paesi Bassi | 3 - 0 | Ucraina     | 25-17, 25-12, 25-22               |
| 20 agosto 2021 Sala Polivalentă, Cluj-Napoca Durata: 1h:03 - Spettatori: 550   | Finlandia   | 0 - 3 | Paesi Bassi | 10-25, 10-25, 18-25               |
| 20 agosto 2021 Sala Polivalentă, Cluj-Napoca Durata: 1h:29 - Spettatori: 310   | Turchia     | 3 - 0 | Ucraina     | 25-14, 25-19, 26-24               |
| 21 agosto 2021 Sala Polivalentă, Cluj-Napoca Durata: 2h:01 - Spettatori: 666   | Finlandia   | 1 - 3 | Ucraina     | 19-25, 23-25, 28-26, 22-25        |
| 21 agosto 2021 Sala Polivalentă, Cluj-Napoca Durata: 1h:16 - Spettatori: 3 550 | Romania     | 0 - 3 | Svezia      | 21-25, 17-25, 16-25               |
| 22 agosto 2021 Sala Polivalentă, Cluj-Napoca Durata: 1h:24 - Spettatori: 850   | Turchia     | 3 - 0 | Svezia      | 31-29, 25-21, 25-11               |
| 22 agosto 2021 Sala Polivalentă, Cluj-Napoca Durata: 1h:42 - Spettatori: 2 500 | Paesi Bassi | 3 - 1 | Romania     | 25-12, 25-27, 25-17, 25-14        |
| 23 agosto 2021 Sala Polivalentă, Cluj-Napoca Durata: 1h:19 - Spettatori: 250   | Ucraina     | 3 - 0 | Svezia      | 25-23, 25-17, 25-20               |
| 23 agosto 2021 Sala Polivalentă, Cluj-Napoca Durata: 1h:12 - Spettatori: 230   | Turchia     | 3 - 0 | Finlandia   | 25-19, 25-12, 25-15               |
| 24 agosto 2021 Sala Polivalentă, Cluj-Napoca Durata: 1h:20 - Spettatori: 850   | Paesi Bassi | 0 - 3 | Turchia     | 21-25, 21-25, 20-25               |
| 24 agosto 2021 Sala Polivalentă, Cluj-Napoca Durata: 1h:57 - Spettatori: 3 600 | Romania     | 1 - 3 | Finlandia   | 25-18, 22-25, 22-25, 22-25        |
| 25 agosto 2021 Sala Polivalentă, Cluj-Napoca Durata: 1h:17 - Spettatori: 350   | Svezia      | 0 - 3 | Paesi Bassi | 21-25, 20-25, 13-25               |
| 25 agosto 2021 Sala Polivalentă, Cluj-Napoca Durata: 1h:06 - Spettatori: 1 650 | Romania     | 0 - 3 | Ucraina     | 15-25, 17-25, 11-25               |

##### Classifica
| Pos. | Squadra     | Pt | G | V | P | SV | SP | Ratio  | PF  | PS  | Ratio |
| ---- | ----------- | -- | - | - | - | -- | -- | ------ | --- | --- | ----- |
| 1.   | Turchia     | 15 | 5 | 5 | 0 | 15 | 1  | 15,000 | 405 | 298 | 1,359 |
| 2.   | Paesi Bassi | 12 | 5 | 4 | 1 | 12 | 4  | 3,000  | 387 | 288 | 1,343 |
| 3.   | Ucraina     | 9  | 5 | 3 | 2 | 9  | 7  | 1,285  | 359 | 346 | 1,037 |
| 4.   | Svezia      | 5  | 5 | 2 | 3 | 6  | 11 | 0,545  | 358 | 393 | 0,910 |
| 5.   | Finlandia   | 4  | 5 | 1 | 4 | 6  | 13 | 0,461  | 377 | 450 | 0,837 |
| 6.   | Romania     | 0  | 5 | 0 | 5 | 3  | 15 | 0,200  | 330 | 441 | 0,748 |

      Qualificata agli ottavi di finale.

### Fase finale
|  | Ottavi di finale | Ottavi di finale | Ottavi di finale |  |  | Quarti di finale | Quarti di finale | Quarti di finale |  |    | Semifinali  | Semifinali | Semifinali |    |                 | Finale          | Finale          | Finale |
|  |                  |                  |                  |  |  |                  |                  |                  |  |    |             |            |            |    |                 |                 |                 |        |
|  | 1D               | Turchia          | 3                |  |  |                  |                  |                  |  |    |             |            |            |    |                 |                 |                 |        |
|  | 1D               | Turchia          | 3                |  |  |                  |                  |                  |  |    |             |            |            |    |                 |                 |                 |        |
|  | 4B               | Rep. Ceca        | 1                |  |  | 1D               | Turchia          | 3                |  |    |             |            |            |    |                 |                 |                 |        |
|  | 4B               | Rep. Ceca        | 1                |  |  | 1D               | Turchia          | 3                |  |    |             |            |            |    |                 |                 |                 |        |
|  | 2B               | Polonia          | 3                |  |  | 2B               | Polonia          | 0                |  |    |             |            |            |    |                 |                 |                 |        |
|  | 2B               | Polonia          | 3                |  |  | 2B               | Polonia          | 0                |  |    |             |            |            |    |                 |                 |                 |        |
|  | 3D               | Ucraina          | 1                |  |  |                  |                  |                  |  | 1D | Turchia     | 1          |            |    |                 |                 |                 |        |
|  | 3D               | Ucraina          | 1                |  |  |                  |                  |                  |  | 1D | Turchia     | 1          |            |    |                 |                 |                 |        |
|  | 1A               | Serbia           | 3                |  |  |                  |                  |                  |  |    | 1A          | Serbia     | 3          |    |                 |                 |                 |        |
|  | 1A               | Serbia           | 3                |  |  |                  |                  |                  |  |    | 1A          | Serbia     | 3          |    |                 |                 |                 |        |
|  | 4C               | Ungheria         | 0                |  |  | 1A               | Serbia           | 3                |  |    |             |            |            |    |                 |                 |                 |        |
|  | 4C               | Ungheria         | 0                |  |  |                  |                  | 3                |  |    |             |            |            |    |                 |                 |                 |        |
|  | 2C               | Croazia          | 2                |  |  | 3A               | Francia          | 1                |  |    |             |            |            |    |                 |                 |                 |        |
|  | 2C               | Croazia          | 2                |  |  |                  |                  |                  |  |    |             |            |            |    |                 |                 |                 |        |
|  | 3A               | Francia          | 3                |  |  |                  |                  |                  |  |    |             |            |            |    | 1A              | Serbia          | 1               |        |
|  | 3A               | Francia          | 3                |  |  |                  |                  |                  |  |    |             |            |            |    | 1A              | Serbia          | 1               |        |
|  | 1B               | Bulgaria         | 2                |  |  |                  |                  |                  |  |    |             |            |            |    |                 | 1C              | Italia          | 3      |
|  | 1B               | Bulgaria         | 2                |  |  |                  |                  |                  |  |    |             |            |            |    |                 | 1C              | Italia          | 3      |
|  | 4D               | Svezia           | 3                |  |  | 4D               | Svezia           | 0                |  |    |             |            |            |    |                 |                 |                 |        |
|  | 4D               | Svezia           | 3                |  |  |                  |                  |                  |  |    |             |            |            |    |                 |                 |                 |        |
|  | 2D               | Paesi Bassi      | 3                |  |  | 2D               | Paesi Bassi      | 3                |  |    |             |            |            |    | Finale 3° posto | Finale 3° posto | Finale 3° posto |        |
|  | 2D               | Paesi Bassi      | 3                |  |  |                  |                  | 3                |  |    |             |            |            |    |                 |                 |                 |        |
|  | 3B               | Germania         | 1                |  |  |                  |                  |                  |  | 2D | Paesi Bassi | 1          |            | 1D | Turchia         | 3               |                 |        |
|  | 3B               | Germania         | 1                |  |  |                  |                  |                  |  | 2D | Paesi Bassi | 1          |            | 1D | Turchia         | 3               |                 |        |
|  | 1C               | Italia           | 3                |  |  |                  |                  |                  |  |    | 1C          | Italia     | 3          |    |                 | 2D              | Paesi Bassi     | 0      |
|  | 1C               | Italia           | 3                |  |  |                  |                  |                  |  |    | 1C          | Italia     | 3          |    |                 | 2D              | Paesi Bassi     | 0      |
|  | 4A               | Belgio           | 1                |  |  | 1C               | Italia           | 3                |  |    |             |            |            |    |                 |                 |                 |        |
|  | 4A               | Belgio           | 1                |  |  | 1C               | Italia           | 3                |  |    |             |            |            |    |                 |                 |                 |        |
|  | 2A               | Russia           | 3                |  |  | 2A               | Russia           | 0                |  |    |             |            |            |    |                 |                 |                 |        |
|  | 2A               | Russia           | 3                |  |  | 2A               | Russia           | 0                |  |    |             |            |            |    |                 |                 |                 |        |
|  | 3C               | Bielorussia      | 1                |  |  |                  |                  |                  |  |    |             |            |            |    |                 |                 |                 |        |
|  | 3C               | Bielorussia      | 1                |  |  |                  |                  |                  |  |    |             |            |            |    |                 |                 |                 |        |

#### Ottavi di finale
| 28 agosto 2021 Kolodruma, Plovdiv Durata: 1h:52 - Spettatori: 670      | Paesi Bassi | 3 - 1 | Germania    | 25-22, 23-25, 25-19, 25-23        |
| 28 agosto 2021 Kolodruma, Plovdiv Durata: 2h:17 - Spettatori: 3 000    | Bulgaria    | 2 - 3 | Svezia      | 25-12, 21-25, 22-25, 25-14, 17-19 |
| 29 agosto 2021 Kolodruma, Plovdiv Durata: 1h:36 - Spettatori: 1 850    | Turchia     | 3 - 1 | Rep. Ceca   | 25-13, 22-25, 25-14, 25-13        |
| 29 agosto 2021 Štark Arena, Belgrado Durata: 2h:19 - Spettatori: 820   | Croazia     | 2 - 3 | Francia     | 25-16, 21-25, 25-22, 22-25, 12-15 |
| 29 agosto 2021 Kolodruma, Plovdiv Durata: 1h:51 - Spettatori: 320      | Polonia     | 3 - 1 | Ucraina     | 21-25, 25-21, 25-22, 25-17        |
| 29 agosto 2021 Štark Arena, Belgrado Durata: 1h:31 - Spettatori: 6 350 | Serbia      | 3 - 0 | Ungheria    | 25-20, 25-19, 25-17               |
| 30 agosto 2021 Štark Arena, Belgrado Durata: 1h:35 - Spettatori: 380   | Italia      | 3 - 1 | Belgio      | 25-14, 23-25, 25-17, 25-12        |
| 30 agosto 2021 Štark Arena, Belgrado Durata: 2h:08 - Spettatori: 615   | Russia      | 3 - 1 | Bielorussia | 27-25, 25-20, 19-25, 25-23        |

#### Quarti di finale
| 31 agosto 2021 Kolodruma, Plovdiv Durata: 1h:26 - Spettatori: 450         | Svezia  | 0 - 3 | Paesi Bassi | 25-27, 16-25, 19-25       |
| 31 agosto 2021 Kolodruma, Plovdiv Durata: 1h:17 - Spettatori: 2 300       | Turchia | 3 - 0 | Polonia     | 25-18, 25-14, 25-23       |
| 1º settembre 2021 Štark Arena, Belgrado Durata: 1h:07 - Spettatori: 1 200 | Italia  | 3 - 0 | Russia      | 25-20, 25-8, 25-15        |
| 1º settembre 2021 Štark Arena, Belgrado Durata: 1h:36 - Spettatori: 6 750 | Serbia  | 3 - 1 | Francia     | 22-25, 25-18, 25-7, 25-20 |

#### Semifinali
| 3 settembre 2021 Štark Arena, Belgrado Durata: 2h:06 - Spettatori: 7 300 | Turchia     | 1 - 3 | Serbia | 34-32, 26-28, 23-25, 13-25 |
| 3 settembre 2021 Štark Arena, Belgrado Durata: 1h:50 - Spettatori: 2 300 | Paesi Bassi | 1 - 3 | Italia | 19-25, 17-25, 25-16, 18-25 |

#### Finale 3º posto
| 4 settembre 2021 Štark Arena, Belgrado Durata: 1h:24 - Spettatori: 3 600 | Turchia | 3 - 0 | Paesi Bassi | 25-20, 25-19, 25-23 |

#### Finale
| 4 settembre 2021 Štark Arena, Belgrado Durata: 1h:44 - Spettatori: 20 565 | Serbia | 1 - 3 | Italia | 26-24, 22-25, 19-25, 11-25 |

## Classifica finale
| Pos     | Squadra              | Rosa |
| ------- | -------------------- | --- |
| Oro     | Italia               | Formazione: 3 Gennari, 4 Bonifacio, 5 Malinov, 6 De Gennaro, 8 Orro, 10 Chirichella, 11 Danesi, 13 Fahr, 14 Pietrini, 15 Nwakalor, 17 Sylla, 18 Egonu, 20 Parrocchiale, 24 Mazzaro, 29 D'Odorico, CT: Mazzanti              |
| Argento | Serbia               | Formazione: 1 Buša, 2 Lazović, 3 Carić, 5 M. Popović, 8 Mirković, 10 Ognjenović, 11 Veljković, 13 Bjelica, 16 Rašić, 17 S. Popović, 18 Bošković, 19 Milenković, 20 Blagojević, 21 Kocić, CT: Terzić                         |
| Bronzo  | Turchia              | Formazione: 2 Aköz, 3 Özbay, 4 Şenoğlu, 7 Baladın, 8 Güveli, 9 İsmailoğlu, 10 Aykaç, 12 Ünal, 13 Boz, 14 Erdem, 18 Güneş, 22 Aydın, 95 Başkır, 99 Karakurt, CT: Guidetti                                                    |
| 4       | Paesi Bassi          | Formazione: 1 Knip, 4 Plak, 6 Grothues, 7 Lohuis, 8 Korevaar, 9 Schoot, 11 Buijs, 12 Bongaerts, 14 Dijkema, 16 Baijens, 18 Jasper, 19 Daalderop, 23 Timmerman, 26 Dambrink, CT: Selinger                                    |
| 5       | Polonia              | Formazione: 1 Nowicka, 2 Grajber, 3 Alagierska, 8 Stenzel, 9 Stysiak, 10 Efimienko, 11 Łukasik, 13 Jagła, 16 Ziółkowska, 17 Smarzek, 19 Fedusio, 20 Czyrniańska, 26 Wenerska, 88 Górecka, CT: Nawrocki                      |
| 6       | Russia               | Formazione: 1 Kotova, 4 Pilipenko, 5 Matveeva, 10 Fedorovceva, 11 Brovkina, 12 Lazareva, 13 Starceva, 17 Kadočkina, 22 Zajceva, 23 Kapustina, 25 Smirnova, 26 Enina, CT: Busato                                             |
| 7       | Francia              | Formazione: 1 Cazaute, 3 Giardino, 9 Stojiljković, 11 Gicquel, 12 Sager-Weider, 15 Sylves, 21 Elouga, 34 Arbos, 38 Ratahiry, 63 Respaut, 81 Defraeye, 88 Rotar, 91 Bah, 99 Gelin, CT: Rousseaux                             |
| 8       | Svezia               | Formazione: 1 Arrestad, 2 S. Andersson, 3 L. Andersson, 7 Sjöberg, 8 Topic, 9 R. Lazić, 10 I. Haak, 11 A. Lazić, 14 Hellvig, 15 D. Lundvall, 16 V. Andersson, 17 A. Haak, 18 Nilsson, 21 G. Lundvall, CT: Guidetti          |
| 9       | Bulgaria             | Formazione: 1 G. Dimitrova, 2 N. Dimitrova, 4 Janeva, 6 Paskova, 7 Kitipova, 8 Barakova, 9 Săjkova, 10 M. Todorova, 11 Ruseva, 14 Nikolova, 15 Ž. Todorova, 16 Vasileva, 18 Karabaševa, 19 Milanova, CT: Petkov             |
| 10      | Croazia              | Formazione: 1 Sain, 3 Strunjak, 4 Butigan, 5 Božičević, 6 Perić, 9 Mlinar, 10 Ikić, 12 Dumančić, 13 Fabris, 14 Šamadan, 16 Miloš, 17 Deak, 18 Klarić, 20 Kulić, CT: Santarelli                                              |
| 11      | Germania             | Formazione: 1 Bock, 2 Kästner, 4 Imoudu, 6 Geerties, 8 Drewniok, 9 Alsmeier, 10 Stigrot, 11 Lippmann, 12 Orthmann, 14 Schölzel, 16 Ambrosius, 17 Pogany, 21 Weitzel, 22 Strubbe, CT: Koslowski                              |
| 12      | Ucraina              | Formazione: 1 Dudnyk, 2 Karpec', 5 Anisova, 6 Nemceva, 7 Herasymova, 9 Bojko, 11 Charčyns'ka, 13 Karas'ova, 14 Velykokon', 16 Kodola, 17 Skrypak, 18 Mel'nynčenko, 24 Rychljuk, 33 Truškina, CT: Orlov                      |
| 13      | Belgio               | Formazione: 2 Van Sas, 3 Herbots, 4 Lemmens, 5 Guilliams, 6 Gilson, 7 Van Gestel, 9 Demeyer, 10 Sobolska, 13 Janssens, 15 J. van de Vyver, 17 I. van de Vyver, 18 Rampelberg, 19 Stragier, 21 Van Avermaet, CT: Vande Broek |
| 14      | Bielorussia          | Formazione: 1 Hanieva, 3 Stoljar, 4 Kananovič, 6 Harėlik, 7 Burak, 8 Sakol'čik, 9 Uladyka, 11 Klimec, 15 Markevič, 16 Kascjučyk, 17 Šaša, 18 Hryškevič, 20 Ionava, 21 Lazjuk, CT: Salikaŭ                                   |
| 15      | Rep. Ceca            | Formazione: 1 Kossányiová, 2 Hodanová, 3 Trnková, 4 Orvošová, 5 Svobodová, 8 Purchartová, 10 Valková, 11 Dostalová, 12 Mlejnková, 14 Chevalierová, 15 Jehlářová, 18 Šimáňová, 19 Kojdová, 23 Kopecká, CT: Athanasopoulos    |
| 16      | Ungheria             | Formazione: 1 Szakmáry, 2 Tóth, 3 Vezsenyi, 4 Bagyinka, 7 Török, 8 Tálas, 9 Juhár, 10 Szűcs, 11 Papp, 13 Németh, 14 Gyimes, 16 Pallag, 18 Pekárik, 19 Kiss, CT: Głuszak                                                     |
| 17      | Slovacchia           | Formazione: 1 Abrhámová, 2 Koseková, 6 Palgutová, 7 Španková, 9 Pencová, 10 Smiešková, 11 Jančová, 12 Radosová, 13 Krišková, 14 Hrušecká, 15 Fričová, 16 Kohútová, 18 Šunderliková, 22 Kostelanská, CT: Fenoglio            |
| 18      | Finlandia            | Formazione: 2 Czakan, 3 Kylmäaho, 5 Kokkonen, 6 M. Madsen, 7 Riikilä, 8 Alanko, 11 Karhu, 12 Korhonen, 13 Heikkiniemi, 15 Öhman, 16 Laaksonen, 17 Penttilä, 20 Y. Madsen, 21 Andrikopoulou, CT: Kangasniemi                 |
| 19      | Bosnia ed Erzegovina | Formazione: 1 Paradžik, 2 Dragutinović, 3 Božić, 4 Hadžić, 5 Đapa, 6 Radović, 7 Radišković, 9 Begić, 10 Klopić, 11 Selimović, 12 Ivković, 15 Rašidović, 16 Babić, 17 Bošković, CT: Ljubičić                                 |
| 20      | Spagna               | Formazione: 4 Prol, 5 Sánchez, 6 Castellano, 7 Unzúe, 9 Rodríguez, 10 Lavado, 11 Camino, 12 Varela, 13 Llabrés, 16 Segura, 17 Escamilla, 20 Montoro, 23 Bravo, 24 Álvarez, CT: Saurín                                       |
| 21      | Svizzera             | Formazione: 2 Perkovac, 3 Eiholzer, 5 Deprati, 6 Matter, 7 Pierret, 8 Sulser, 9 Wieland, 10 Van Rooij, 11 Storck, 13 Hämmerli, 14 Künzler, 16 Knutti, 19 Schwarz, 24 Zurlinden, CT: van Hintum                              |
| 22      | Grecia               | Formazione: 1 Giōta, 2 Artakianou, 3 Kosma, 4 Vergidou, 6 Anthoulī, 7 Lamprousī, 8 Rogka, 9 Strantzalī, 10 Polynopoulou, 11 Vasilantōnakī, 12 Chantava, 14 Christodoulou, 20 Vlachakī, 22 Emmanouilidou, CT: Hernández      |
| 23      | Romania              | Formazione: 1 Ariton, 3 Buterez, 4 Tătaru, 7 Orlandea, 10 Ionescu, 11 Matei, 12 Miclăuș, 13 Ciucu, 14 Căruțașu, 15 M. Cojocaru, 16 A. Cojocaru, 19 Budăi-Ungureanu, 20 Popa, 23 Roman, CT: Pedullà                          |
| 24      | Azerbaigian          | Formazione: 2 Dorošenko, 4 Aliyeva, 6 Əbdüləzimova, 7 Charčenko, 10 Mertsalova, 11 Baidiuk, 14 Besman, 15 Aghazada, 16 Karimova, 18 Alishanova, 19 Əliyeva, 20 Stepanenko, 21 Pavlenko, 22 Kiryliuk, CT: Aliyev             |

|  | Qualificata al campionato mondiale 2022. |

|  |  |  | Qualificata al campionato europeo 2023. |

## Premi individuali
| Premio                 | Nome              | Squadra |
| ---------------------- | ----------------- | ------- |
| MVP                    | Paola Egonu       | Italia  |
| Miglior palleggiatrice | Alessia Orro      | Italia  |
| Miglior opposto        | Tijana Bošković   | Serbia  |
| Miglior schiacciatrice | Myriam Sylla      | Italia  |
| Miglior schiacciatrice | Elena Pietrini    | Italia  |
| Miglior centrale       | Eda Erdem         | Turchia |
| Miglior centrale       | Anna Danesi       | Italia  |
| Miglior libero         | Monica De Gennaro | Italia  |

## Statistiche
| Rendimento individuale | Rendimento individuale | Rendimento individuale | Rendimento individuale |
| Pos.                   | Nome                   | Punti                  | Squadra                |
| ---------------------- | ---------------------- | ---------------------- | ---------------------- |
| 1                      | Tijana Bošković        | 215                    | Serbia                 |
| 2                      | Paola Egonu            | 193                    | Italia                 |
| 3                      | Isabelle Haak          | 175                    | Svezia                 |
| 4                      | Ebrar Karakurt         | 145                    | Turchia                |
| 5                      | Elena Pietrini         | 135                    | Italia                 |
| 6                      | Arina Fedorovceva      | 124                    | Russia                 |
| 7                      | Magdalena Stysiak      | 118                    | Polonia                |
| 7                      | Lucille Gicquel        | 118                    | Francia                |
| 9                      | Nika Daalderop         | 117                    | Paesi Bassi            |
| 10                     | Britt Herbots          | 116                    | Belgio                 |

| Attacchi vincenti | Attacchi vincenti | Attacchi vincenti | Attacchi vincenti |
| Pos.              | Nome              | Punti             | Squadra           |
| ----------------- | ----------------- | ----------------- | ----------------- |
| 1                 | Tijana Bošković   | 196               | Serbia            |
| 2                 | Paola Egonu       | 157               | Italia            |
| 3                 | Isabelle Haak     | 152               | Svezia            |
| 4                 | Ebrar Karakurt    | 126               | Turchia           |
| 5                 | Elena Pietrini    | 119               | Italia            |
| 6                 | Magdalena Stysiak | 109               | Polonia           |
| 7                 | Britt Herbots     | 108               | Belgio            |
| 8                 | Nika Daalderop    | 103               | Paesi Bassi       |
| 9                 | Anne Buijs        | 101               | Paesi Bassi       |
| 10                | Lucille Gicquel   | 93                | Francia           |

| Muri vincenti | Muri vincenti      | Muri vincenti | Muri vincenti |
| Pos.          | Nome               | Punti         | Squadra       |
| ------------- | ------------------ | ------------- | ------------- |
| 1             | Hristina Ruseva    | 25            | Bulgaria      |
| 2             | Zuzanna Efimienko  | 24            | Polonia       |
| 2             | Mina Popović       | 24            | Serbia        |
| 4             | Anna Danesi        | 23            | Italia        |
| 5             | Juliët Lohuis      | 22            | Paesi Bassi   |
| 6             | Božana Butigan     | 19            | Croazia       |
| 6             | Zehra Güneş        | 19            | Turchia       |
| 6             | Eda Erdem          | 19            | Turchia       |
| 9             | Klaudia Alagierska | 18            | Polonia       |
| 9             | Eline Timmerman    | 18            | Paesi Bassi   |
| 9             | Milena Rašić       | 18            | Serbia        |

| Battute vincenti | Battute vincenti   | Battute vincenti | Battute vincenti |
| Pos.             | Nome               | Punti            | Squadra          |
| ---------------- | ------------------ | ---------------- | ---------------- |
| 1                | Arina Fedorovceva  | 34               | Russia           |
| 2                | Paola Egonu        | 22               | Italia           |
| 3                | Marlies Janssens   | 16               | Belgio           |
| 4                | Tuğba Şenoğlu      | 14               | Turchia          |
| 4                | Juliët Lohuis      | 14               | Paesi Bassi      |
| 6                | Samanta Fabris     | 12               | Croazia          |
| 7                | Isabelle Haak      | 11               | Svezia           |
| 7                | Cansu Özbay        | 11               | Turchia          |
| 9                | Eda Erdem          | 10               | Turchia          |
| 10               | Lucía Varela       | 9                | Spagna           |
| 10               | Hanna Klimec       | 9                | Bielorussia      |
| 10               | Laura Miloš        | 9                | Croazia          |
| 10               | Ksenija Smirnova   | 9                | Russia           |
| 10               | Klaudia Alagierska | 9                | Polonia          |
| 10               | Lucille Gicquel    | 9                | Francia          |
| 10               | Héléna Cazaute     | 9                | Francia          |
| 10               | Elena Pietrini     | 9                | Italia           |